# Carro Prnz 68.100
I carri della serie Prnz 68.100 sono stati dei carri da trasporto speciali costruiti all'inizio degli anni sessanta dalle Officine Casaralta di Bologna per la ferrovia a scartamento ridotto Castelvetrano-Porto Empedocle, che permisero il trasbordo e la circolazione diretta su tale linea, a scartamento ridotto, di carri a scartamento ordinario.

## La costruzione

Treno merci al traino di una locomotiva R.302 con una vagone merci a scartamento normale su un carro speciale Prnz 68.100

Uno dei maggiori problemi sulla linea, come in altre linee a scartamento ridotto si presentava quando per il trasporto delle merci era necessario un trasbordo 
delle stesse tra i due sistemi ferroviari dalla rete a scartamento ordinario a quella a scartamento ridotto e viceversa, poiché quando i prodotti dovevano essere spediti o ricevuti in altre località siciliane non servite dalla rete a scartamento ridotto o inviate oltre la Sicilia, si rendeva necessario il trasbordo, una procedura lenta e faticosa, che spesso comportava il danneggiamento o la dispersione delle merci. 
I carri a scartamento ridotto Prnz 68.100 vennero costruiti negli anni sessanta (tre pianali: Prnz 68.100-102), proprio per evitare questa complicata procedura: in un'epoca in cui non esistevano ancora i container questi particolari mezzi permisero il trasbordo e la circolazione diretta su questa linea siciliana a scartamento ridotto di carri a scartamento ordinario, in particolare sulla linea Castelvetrano-Porto Empedocle. 
La loro circolazione era tuttavia limitata a Sciacca stazione limite del tratto privo di gallerie, in quanto le gallerie della linea a causa della loro sagoma ridotta non permettevano il transito dei carri a scartamento normale posti sui carri speciali a scartamento ridotto tra questa stazione e Porto Empedocle.

## Caratteristiche

Locomotiva RD.142.2001 a Sciacca nel luglio 1985; in coda un carro a scartamento normale su un carro speciale Prnz 68.100

Questi particolarissimi carri a struttura interamente metallica poggiano su carrelli e sono dotati di freni, inizialmente a vuoto, e poi ad aria compressa.

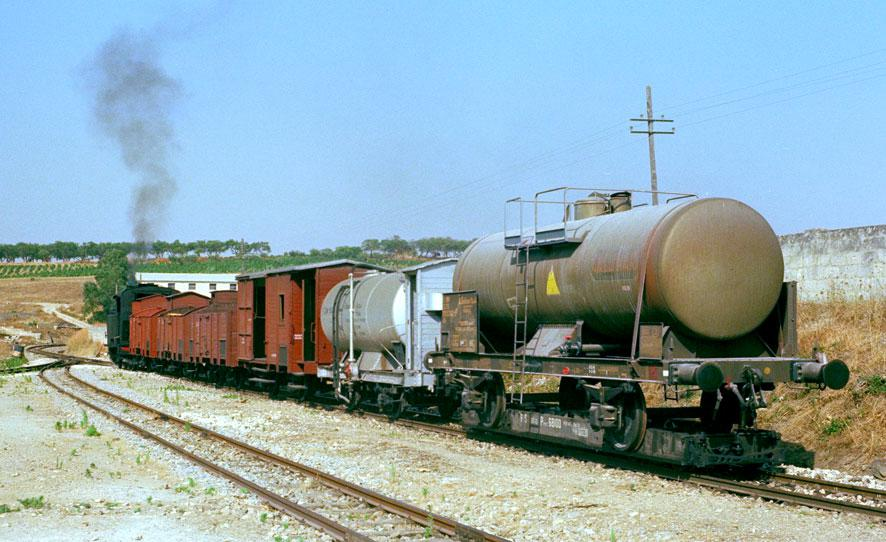
Treno merci in manovra alla stazione di Menfi nel 1974; in coda un carro cisterna a scartamento ordinario per trasporto vino su carro Prnz 68.100

Questi carri potevano trasportare solo carri a due assi, il cui passo corrispondeva alle misure di 3.65-4.00-4.50-5.70-6.10 , con massa assiale non superiore a 18 t e con massa per metro lineare non superiore a 6.4t/m; Il carico e lo scarico dei carri a scartamento ordinario avveniva servendosi di due piccole rampe mobili, presenti all’estremità dei carri che riproducono uno scartamento 1435mm e questi scivoli venivano aperti quando il mezzo si trovava su un binario a doppio scartamento simmetrico a quattro rotaie. I rotabili a scartamento ordinario venivano issati o scaricati rotolando, una volta giunti sul Prnz, direttamente sui bordi. La movimentazione era effettuata mediante funi di acciaio, barre rigide attaccate alle locomotive di entrambi gli scartamenti. Il mezzo caricato veniva infine immobilizzato usando quattro staffe presenti sulle guide. Il sistema permetteva il trasporto dei carri in piena sicurezza, perché il carro trasportato veniva a trovarsi a cavallo del telaio del carro trasportatore e permetteva maggiore velocità tanto da avere come velocità massima consentita addirittura 65km/h; i carri, utilizzati fino alla chiusura dell’ultima linea delle Ferrovie dello Stato  a scartamento ridotto siciliana, venivano spesso accoppiati intercalando tra loro carri a scartamento ridotto usando opportune barre distanziatrici.

## Stato attuale
Oggi sono preservati solo due esemplari, che si trovano presso il deposito di Castelvetrano, ancora integri e muniti dell’indispensabile corredo di attrezzi per l’accoppiamento e il carico di veicoli a scartamento ordinario. I carri preservati e vincolati sono:
- Prnz 68.101
- Prnz 68.102